# Maurice Pinot
Pour les articles homonymes, voir Pinot.
Maurice Pinot-Périgord de Villechenon dit Maurice Pinot, né le 1er mars 1907 à Paris et mort le 4 décembre 1980 dans cette même ville, est un haut fonctionnaire, homme d'affaires et résistant français, cofondateur du Rassemblement national des prisonniers de guerre qui fut directeur des parfums de la maison Carven.

## Éléments biographiques
Né le 1er mars 1907 à Paris, Maurice Pinot est le troisième des quatre enfants de l'ingénieur et juriste Robert Pinot et de Marie-Anne-Clémence Périgord de Villechenon. Secrétaire général du Comité des forges jusqu'en 1924, Robert Pinot est à l'origine de l'Union des industries métallurgiques et minières (UIMM), dont il est le premier président.
Maurice Pinot a été Commissaire National aux Prisonniers de Guerre de 1940 à 1943, sous le régime de Vichy.
En novembre  1942, à la suite du débarquement américain en Afrique du Nord, il vient trouver Pierre Laval et lui conseille de quitter le pouvoir.
En janvier 1943, Pierre Laval le fait remplacer par André Masson. Maurice Pinot fut anti-Laval, pétainiste, mais pas collaborateur. Il favorisa l'évasion de plusieurs prisonniers. Il prit sous sa protection un jeune contractuel, François Mitterrand qui démissionna en janvier 1943, lors du départ de Pinot. Pinot entra dans la Résistance en cofondant avec Mitterrand, le Rassemblement national des prisonniers de guerre.
Au lendemain de la guerre, dès 1946, il est, avec Georges Baud, ancien dirigeant des parfums Renoir et Jean Prodhon, l'un des cofondateurs la marque des parfums Carven dont il sera le directeur et où il embauche Jean Védrine qui en deviendra le directeur adjoint, lui permettant de développer le Centre d'études et de documentation qui œuvre à l'émancipation du Maroc.  

## Décorations
Il est titulaire de la croix de guerre et de la médaille de la résistance.